# Funktionsseparering

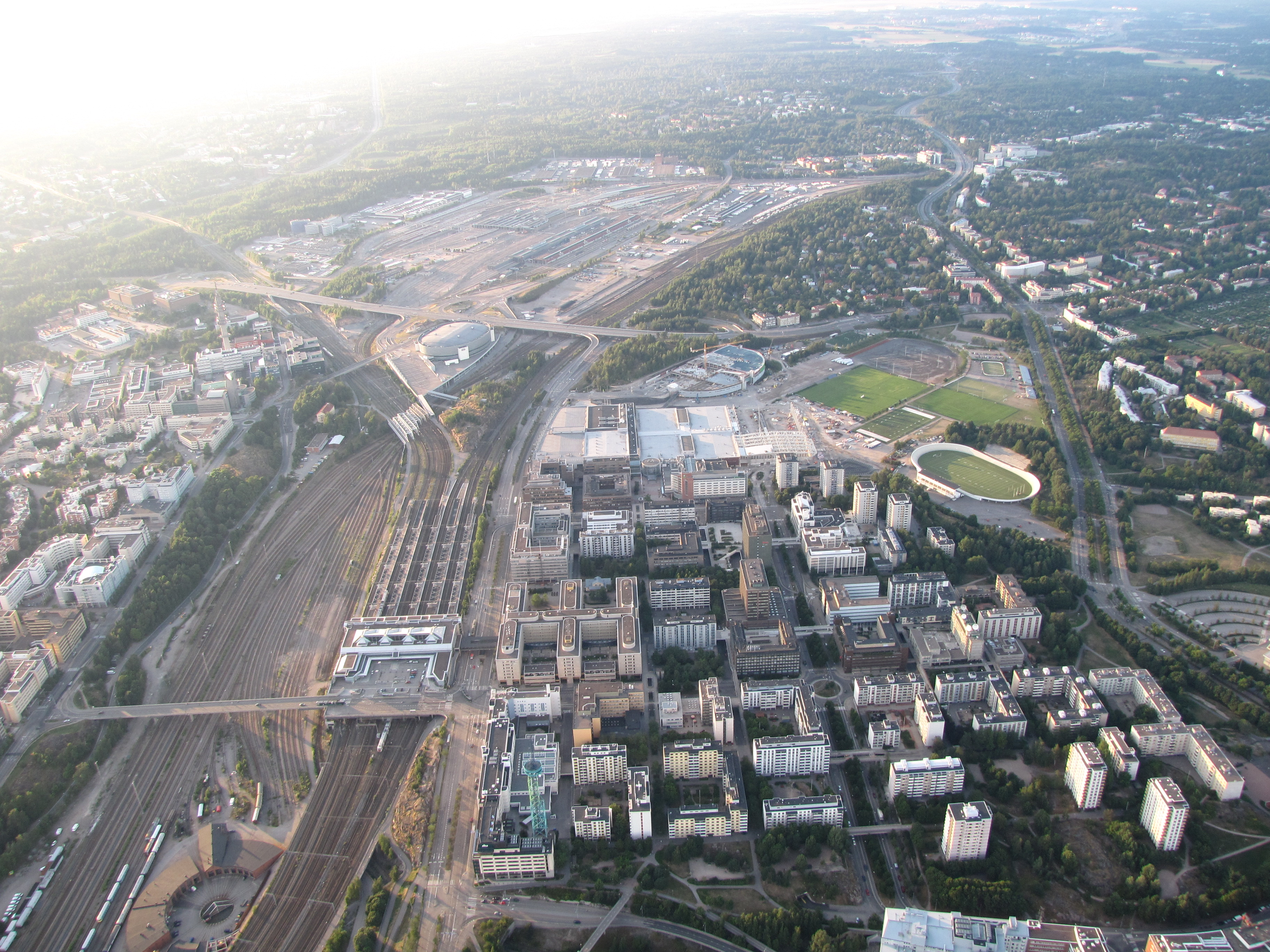
Östra Böle i Helsingfors är byggt på betongplatåer där fotgängarna rör sig, medan bilar och spårvagnar kör en våning lägre ner.

Funktionsseparering är i samhällsplanering bruket att reservera områden för särskilda typer av verksamhet, såsom bostäder, industri eller transporter. Motsatsen kallas funktionsintegrering, vilket är mer karaktäristiskt för successivt framväxande (snarare än planerad) stadsmiljö (jämför frimärksplanering).
Sedan slutet av 1900-talet har utpräglad funktionsseparering kommit att överges i många nyuppförda stadsdelar och istället ersatts av nyurbanism.